# ブエルタ・ア・エスパーニャ2008各ステージ結果
2008年8月30日から9月21日まで開催された、ブエルタ・ア・エスパーニャ2008の各ステージ結果の一覧を下記に記す。

## 第1ステージ[1][2]
8月30日（土）: グラナダ － グラナダ（チームタイムトライアル）7.7km
区間成績
| 順位 | チーム名                     | 国籍     | 時間    |
| ---- | ---------------------------- | -------- | ------- |
| 1    | リクイガス                   | イタリア | 8分21秒 |
| 2    | エウスカルテル・エウスカディ | スペイン | +8秒    |
| 3    | ケス・デパーニュ             | スペイン | +9秒    |
| 4    | クイックステップ             | イタリア | +10秒   |
| 5    | チームCSC-サクソバンク       | イギリス | +11秒   |

総合成績
| 順位 | 選手名                       | 国籍       | チーム                       | 時間    |
| ---- | ---------------------------- | ---------- | ---------------------------- | ------- |
| 1    | フィリッポ・ポッツァート     | イタリア   | リクイガス                   | 8分21秒 |
| 2    | ヴァレリオ・アニョーリ       | イタリア   | リクイガス                   | 同      |
| 3    | マヌエル・クインツィアート   | イタリア   | リクイガス                   | 同      |
| 4    | ダニエーレ・ベンナーティ     | イタリア   | リクイガス                   | 同      |
| 5    | アレッサンドロ・ヴァノッティ | イタリア   | リクイガス                   | 同      |
| 6    | エンリコ・フランツォリ       | イタリア   | リクイガス                   | 同      |
| 7    | ゴラズド・シュタンゲリ       | スロベニア | リクイガス                   | 同      |
| 8    | イゴル・アントン             | スペイン   | エウスカルテル・エウスカディ | 同      |
| 9    | コルド・フェルナンデス       | スペイン   | エウスカルテル・エウスカディ | 同      |
| 10   | ミケル・アスタルロサ         | スペイン   | エウスカルテル・エウスカディ | 同      |

## 第2ステージ[3][4]
8月31日（日）: グラナダ － ハエン 167.3km 
区間成績
| 順位 | 選手名                       | 国籍     | チーム             | 時間          |
| ---- | ---------------------------- | -------- | ------------------ | ------------- |
| 1    | アレハンドロ・バルベルデ     | スペイン | ケス・デパーニュ   | 4時間23分00秒 |
| 2    | ダヴィデ・レベッリン         | イタリア | ゲロルシュタイナー | +02秒         |
| 3    | アレッサンドロ・バッラン     | イタリア | ランプレ           | 同            |
| 4    | フレフ・ファンアヴェルマート | ベルギー | サイレンス・ロット | 同            |
| 5    | フィリッポ・ポッツァート     | イタリア | リクイガス         | 同            |

総合成績
| 順位 | 選手名                             | 国籍       | チーム                       | 時間          |
| ---- | ---------------------------------- | ---------- | ---------------------------- | ------------- |
| 1    | アレハンドロ・バルベルデ           | スペイン   | ケス・デパーニュ             | 4時間31分10秒 |
| 2    | フィリッポ・ポッツァート           | イタリア   | リクイガス                   | +13秒         |
| 3    | ダニエーレ・ベンナーティ           | イタリア   | リクイガス                   | 同            |
| 4    | エゴイ・マルティネス               | スペイン   | エウスカルテル・エウスカディ | +15秒         |
| 5    | イニィーゴ・ランダルセ             | スペイン   | エウスカルテル・エウスカディ | +19秒         |
| 6    | ダヴィデ・レベッリン               | イタリア   | ゲロルシュタイナー           | 同            |
| 7    | マウリシオ・アルベルト・アルディラ | コロンビア | ラボバンク                   | +20秒         |
| 8    | イゴル・アントン                   | スペイン   | エウスカルテル・エウスカディ | +21秒         |
| 9    | ルーベン・ペレス                   | スペイン   | エウスカルテル・エウスカディ | 同            |
| 10   | ミケル・アスタルロサ               | スペイン   | エウスカルテル・エウスカディ | 同            |

各部門賞首位
| ポイント賞         | アレハンドロ・バルベルデ | スペイン | ケス・デパーニュ             | 25ポイント     |
| 山岳賞             | ヘスス・ロセンド         | スペイン | アンダルシア・カハスール     | 6ポイント      |
| コンビネーション賞 | エゴイ・マルティネス     | スペイン | エウスカルテル・エウスカディ | 20ポイント     |
| チーム時間賞       | ケス・デパーニュ         | スペイン |                              | 13時間17分34秒 |

## 第3ステージ[5][6]
9月1日（月）: ハエン － コルドバ 168.3km  
区間成績
| 順位 | 選手名                   | 国籍         | チーム                       | 時間          |
| ---- | ------------------------ | ------------ | ---------------------------- | ------------- |
| 1    | トム・ボーネン           | ベルギー     | クイックステップ             | 4時間25分24秒 |
| 2    | ダニエーレ・ベンナーティ | イタリア     | リクイガス                   | 同            |
| 3    | エリック・ツァベル       | ドイツ       | チーム・ミルラム             | 同            |
| 4    | コルド・フェルナンデス   | スペイン     | エウスカルテル・エウスカディ | 同            |
| 5    | ニコラス・ロッシュ       | アイルランド | クレディ・アグリコール       | 同            |

総合成績
| 順位 | 選手名                             | 国籍       | チーム                       | 時間          |
| ---- | ---------------------------------- | ---------- | ---------------------------- | ------------- |
| 1    | ダニエーレ・ベンナーティ           | イタリア   | リクイガス                   | 8時間56分27秒 |
| 2    | アレハンドロ・バルベルデ           | スペイン   | リクイガス                   | +7秒          |
| 3    | トム・ボーネン                     | ベルギー   | クイックステップ             | +10秒         |
| 4    | フィリッポ・ポッツァート           | イタリア   | リクイガス                   | +20秒         |
| 5    | エゴイ・マルティネス               | スペイン   | エウスカルテル・エウスカディ | +22秒         |
| 6    | ダヴィデ・レベッリン               | イタリア   | ゲロルシュタイナー           | +26秒         |
| 7    | イニィーゴ・ランダルセ             | スペイン   | エウスカルテル・エウスカディ | 同            |
| 8    | エリック・ツァベル                 | ドイツ     | チーム・ミルラム             | +27秒         |
| 9    | マウリシオ・アルベルト・アルディラ | コロンビア | ラボバンク                   | 同            |
| 10   | イゴル・アントン                   | スペイン   | エウスカルテル・エウスカディ | +28秒         |

各部門賞首位
| ポイント賞         | アレハンドロ・バルベルデ | スペイン | ケス・デパーニュ             | 25ポイント     |
| 山岳賞             | ヘスス・ロセンド         | スペイン | アンダルシア・カハスール     | 8ポイント      |
| コンビネーション賞 | エゴイ・マルティネス     | スペイン | エウスカルテル・エウスカディ | 31ポイント     |
| チーム時間賞       | ケス・デパーニュ         | スペイン |                              | 26時間33分46秒 |

## 第4ステージ[7][8]
9月2日（火）: コルドバ － プエルトリャノ 170.3km  
区間成績
| 順位 | 選手名                   | 国籍     | チーム                       | 時間          |
| ---- | ------------------------ | -------- | ---------------------------- | ------------- |
| 1    | ダニエーレ・ベンナーティ | イタリア | リクイガス                   | 4時間27分54秒 |
| 2    | トム・ボーネン           | ベルギー | クイックステップ             | 同            |
| 3    | コルド・フェルナンデス   | スペイン | エウスカルテル・エウスカディ | 同            |
| 4    | ダニーロ・ナポリターノ   | イタリア | エウスカルテル・エウスカディ | 同            |
| 5    | エリック・ツァベル       | ドイツ   | チーム・ミルラム             | 同            |

総合成績
| 順位 | 選手名                       | 国籍     | チーム                       | 時間           |
| ---- | ---------------------------- | -------- | ---------------------------- | -------------- |
| 1    | ダニエーレ・ベンナーティ     | イタリア | リクイガス                   | 13時間23分57秒 |
| 2    | トム・ボーネン               | ベルギー | クイックステップ             | +27秒          |
| 3    | アレハンドロ・バルベルデ     | スペイン | ケス・デパーニュ             | +48秒          |
| 4    | エリック・ツァベル           | ドイツ   | チーム・ミルラム             | +51秒          |
| 5    | イゴル・アントン             | スペイン | エウスカルテル・エウスカディ | +59秒          |
| 6    | フアン・マヌエル・ガラテ     | スペイン | クイックステップ             | +1分01秒       |
| 7    | アレッサンドロ・バッラン     | イタリア | ランプレ                     | +1分02秒       |
| 8    | フレフ・ファンアヴェルマート | ベルギー | サイレンス・ロット           | +1分04秒       |
| 9    | フアン・アントニオ・フレチャ | スペイン | ラボバンク                   | 同             |
| 10   | エゴイ・マルティネス         | スペイン | エウスカルテル・エウスカディ | +1分05秒       |

各部門賞首位
| ポイント賞         | ダニエーレ・ベンナーティ | イタリア | リクイガス               | 51ポイント     |
| 山岳賞             | ヘスス・ロセンド         | スペイン | アンダルシア・カハスール | 16ポイント     |
| コンビネーション賞 | パオロ・ベッティーニ     | イタリア | クイックステップ         | 34ポイント     |
| チーム時間賞       | クイックステップ         | ベルギー |                          | 39時間57分31秒 |

## 第5ステージ[9][10]
9月3日（水）: シウダ・レアル － シウダー・レアル（個人タイムトライアル） 42.5km 
区間成績
| 順位 | 選手名                     | 国籍           | チーム           | 時間     |
| ---- | -------------------------- | -------------- | ---------------- | -------- |
| 1    | リーヴァイ・ライプハイマー | アメリカ合衆国 | アスタナ・チーム | 50分57秒 |
| 2    | シルヴァン・シャヴァネル   | フランス       | コフィディス     | +12秒    |
| 3    | マヌエル・クインツィアート | イタリア       | リクイガス       | +33秒    |
| 4    | アルベルト・コンタドール   | スペイン       | アスタナ・チーム | +49秒    |
| 5    | アレハンドロ・バルベルデ   | スペイン       | ケス・デパーニュ | +59秒    |

総合成績
| 順位 | 選手名                       | 国籍           | チーム                 | 時間           |
| ---- | ---------------------------- | -------------- | ---------------------- | -------------- |
| 1    | リーヴァイ・ライプハイマー   | アメリカ合衆国 | アスタナ・チーム       | 14時間16分11秒 |
| 2    | シルヴァン・シャヴァネル     | フランス       | コフィディス           | +02秒          |
| 3    | アレハンドロ・バルベルデ     | スペイン       | ケス・デパーニュ       | +30秒          |
| 4    | トム・ボーネン               | ベルギー       | クイックステップ       | +32秒          |
| 5    | アルベルト・コンタドール     | スペイン       | アスタナ・チーム       | +47秒          |
| 6    | ユルヘン・ファンホーレン     | ベルギー       | チームCSC-サクソバンク | +1分26秒       |
| 7    | カルロス・サストレ           | スペイン       | チームCSC-サクソバンク | +1分27秒       |
| 8    | ダニエーレ・ベンナーティ     | ベルギー       | リクイガス             | +1分38秒       |
| 9    | ドミニク・コルニュ           | ベルギー       | サイレンス・ロット     | +1分48秒       |
| 10   | フアン・アントニオ・フレチャ | スペイン       | ラボバンク             | +1分51秒       |

各部門賞首位
| ポイント賞         | ダニエーレ・ベンナーティ | イタリア       | リクイガス                   | 51ポイント     |
| 山岳賞             | ヘスス・ロセンド         | スペイン       | アンダルシア・カハスール     | 16ポイント     |
| コンビネーション賞 | エゴイ・マルティネス     | スペイン       | エウスカルテル・エウスカディ | 80ポイント     |
| チーム時間賞       | アスタナ・チーム         | ルクセンブルク |                              | 42時間33分53秒 |

## 第6ステージ[11][12]
9月4日（木）: シウダ・レアル － トレド 150.1km 
区間成績
| 順位 | 選手名                   | 国籍     | チーム                   | 時間          |
| ---- | ------------------------ | -------- | ------------------------ | ------------- |
| 1    | パオロ・ベッティーニ     | イタリア | クイックステップ         | 3時間19分28秒 |
| 2    | フィリップ・ジルベール   | ベルギー | フランセーズ・デ・ジュー | 同            |
| 3    | アレハンドロ・バルベルデ | スペイン | ケス・デパーニュ         | 同            |
| 4    | オスカル・フレイレ       | スペイン | ラボバンク               | 同            |
| 5    | ダニエーレ・ベンナーティ | イタリア | リクイガス               | 同            |

総合成績
| 順位 | 選手名                       | 国籍           | チーム                 | 時間           |
| ---- | ---------------------------- | -------------- | ---------------------- | -------------- |
| 1    | シルヴァン・シャヴァネル     | フランス       | コフィディス           | 17時間35分35秒 |
| 2    | リーヴァイ・ライプハイマー   | アメリカ合衆国 | アスタナ・チーム       | +10秒          |
| 3    | アレハンドロ・バルベルデ     | スペイン       | ケス・デパーニュ       | +26秒          |
| 4    | アルベルト・コンタドール     | スペイン       | アスタナ・チーム       | +57秒          |
| 5    | カルロス・サストレ           | スペイン       | チームCSC-サクソバンク | +1分37秒       |
| 6    | ダニエーレ・ベンナーティ     | イタリア       | リクイガス             | +1分42秒       |
| 7    | ユルヘン・ファンホーレン     | ベルギー       | チームCSC-サクソバンク | +1分44秒       |
| 8    | フアン・アントニオ・フレチャ | スペイン       | ラボバンク             | +2分01秒       |
| 9    | ドミニク・コルニュ           | ベルギー       | サイレンス・ロット     | +2分06秒       |
| 10   | ダニエル・モレノ             | スペイン       | ケス・デパーニュ       | +2分20秒       |

各部門賞首位
| ポイント賞         | ダニエーレ・ベンナーティ | イタリア       | リクイガス               | 63ポイント     |
| 山岳賞             | ヘスス・ロセンド         | スペイン       | アンダルシア・カハスール | 17ポイント     |
| コンビネーション賞 | パオロ・ベッティーニ     | イタリア       | クイックステップ         | 57ポイント     |
| チーム時間賞       | アスタナ・チーム         | ルクセンブルク |                          | 52時間32分35秒 |

## 第7ステージ[13][14]
当大会としては、最初の本格的山岳レースとなったが、ランプレのアレッサンドロ・バッランが20km近い単独アタックを決め快勝。マイヨ・オロ（ゴールデンジャージ）も併せて奪取した。
9月6日（土）: バルバストロ －  アンドラ 223.2km 
区間成績
| 順位 | 選手名                     | 国籍           | チーム             | 時間          |
| ---- | -------------------------- | -------------- | ------------------ | ------------- |
| 1    | アレッサンドロ・バッラン   | イタリア       | ランプレ           | 6時間15分51秒 |
| 2    | エセキエル・モスケラ       | スペイン       | サコベオ・ガルシア | +2分42秒      |
| 3    | アルベルト・コンタドール   | スペイン       | アスタナ・チーム   | +2分45秒      |
| 4    | ホアキン・ロドリゲス       | スペイン       | ケス・デパーニュ   | +2分50秒      |
| 5    | リーヴァイ・ライプハイマー | アメリカ合衆国 | アスタナ・チーム   | 同            |

総合成績
| 順位 | 選手名                     | 国籍           | チーム                       | 時間           |
| ---- | -------------------------- | -------------- | ---------------------------- | -------------- |
| 1    | アレッサンドロ・バッラン   | イタリア       | ランプレ                     | 23時間53分26秒 |
| 2    | リーヴァイ・ライプハイマー | アメリカ合衆国 | アスタナ・チーム             | +1分00秒       |
| 3    | シルヴァン・シャヴァネル   | フランス       | コフィディス                 | +1分21秒       |
| 4    | アルベルト・コンタドール   | スペイン       | アスタナ・チーム             | +1分34秒       |
| 5    | アレハンドロ・バルベルデ   | スペイン       | ケス・デパーニュ             | +2分06秒       |
| 6    | カルロス・サストレ         | スペイン       | チームCSC-サクソバンク       | +2分27秒       |
| 7    | ユルヘン・ファンホーレン   | ベルギー       | チームCSC-サクソバンク       | +2分59秒       |
| 8    | エセキエル・モスケラ       | スペイン       | サコベオ・ガルシア           | 同             |
| 9    | イゴル・アントン           | スペイン       | エウスカルテル・エウスカディ | +3分17秒       |
| 10   | ダニエル・モレノ           | スペイン       | ケス・デパーニュ             | +3分23秒       |

各部門賞首位
| ポイント賞         | ダニエーレ・ベンナーティ | イタリア       | リクイガス | 63ポイント     |
| 山岳賞             | アレッサンドロ・バッラン | イタリア       | ランプレ   | 51ポイント     |
| コンビネーション賞 | アレッサンドロ・バッラン | イタリア       | ランプレ   | 4ポイント      |
| チーム時間賞       | アスタナ・チーム         | ルクセンブルク |            | 71時間29分56秒 |

## 第8ステージ[15][16]
コフィディスのダヴィ・モンクティエが残りあと6km付近で集団から抜け出し区間優勝。区間2位争いが熾烈となったが、アレハンドロ・バルベルデが入った。アルベルト・コンタドールが同タイムゴールで3位。一方、残りあと9km付近でトラブルが発生し、一時は集団から離脱したカルロス・サストレはその後何とか盛り返し、バルベルデ、コンタドールらとのタイムロスを5秒で収めた（区間10位）。なお、ゴールデンジャージはサストレと同タイムで区間9位に入ったリーヴァイ・ライプハイマーが奪回。なお、第7ステージ総合首位のアレッサンドロ・バッランは総合33位（首位のライプハイマーに対し17分21秒差）に大きく後退した。
9月7日（日）:  アンドラ － プラ・デ・レベト 151.0km 
区間成績
| 順位 | 選手名                   | 国籍     | チーム                       | 時間          |
| ---- | ------------------------ | -------- | ---------------------------- | ------------- |
| 1    | ダヴィ・モンクティエ     | フランス | コフィディス                 | 4時間24分58秒 |
| 2    | アレハンドロ・バルベルデ | スペイン | ケス・デパーニュ             | +34秒         |
| 3    | アルベルト・コンタドール | スペイン | アスタナ・チーム             | 同            |
| 4    | イゴル・アントン         | スペイン | エウスカルテル・エウスカディ | 同            |
| 5    | ホアキン・ロドリゲス     | スペイン | ケス・デパーニュ             | +39秒         |

総合成績
| 順位 | 選手名                     | 国籍           | チーム                       | 時間           |
| ---- | -------------------------- | -------------- | ---------------------------- | -------------- |
| 1    | リーヴァイ・ライプハイマー | アメリカ合衆国 | アスタナ・チーム             | 28時間20分03秒 |
| 2    | アルベルト・コンタドール   | スペイン       | アスタナ・チーム             | +21秒          |
| 3    | アレハンドロ・バルベルデ   | スペイン       | ケス・デパーニュ             | +49秒          |
| 4    | カルロス・サストレ         | スペイン       | チームCSC-サクソバンク       | +1分27秒       |
| 5    | エセキエル・モスケラ       | スペイン       | サコベオ・ガルシア           | +1分59秒       |
| 6    | イゴル・アントン           | スペイン       | エウスカルテル・エウスカディ | +2分12秒       |
| 7    | ダニエル・モレノ           | スペイン       | ケス・デパーニュ             | +2分23秒       |
| 8    | ユルヘン・ファンホーレン   | ベルギー       | チームCSC-サクソバンク       | +2分43秒       |
| 9    | ロベルト・ヘーシンク       | オランダ       | ラボバンク                   | +3分11秒       |
| 10   | マルツィオ・ブルセギン     | イタリア       | ランプレ                     | +3分35秒       |

各部門賞首位
| ポイント賞         | アレハンドロ・バルベルデ | スペイン       | ケス・デパーニュ | 74ポイント     |
| 山岳賞             | アレッサンドロ・バッラン | イタリア       | ランプレ         | 51ポイント     |
| コンビネーション賞 | アルベルト・コンタドール | スペイン       | アスタナ・チーム | 10ポイント     |
| チーム時間賞       | アスタナ・チーム         | ルクセンブルク |                  | 84時間48分06秒 |

## 第9ステージ[17][18]
サイレンス・ロットのフレフ・ファンアヴェルマートが11人の先頭集団を最後は制して区間優勝。前日までの総合上位陣はこの11人を追う構えを終始見せなかったことから、ファンアヴェルマートと同タイムゴールとなった区間10位のエゴイ・マルティネスがゴールデンジャージを奪取した。
9月8日（月）: ビエルハ・エ・ミハラン － サビニャニゴ 200.0km  
区間成績
| 順位 | 選手名                       | 国籍     | チーム             | 時間          |
| ---- | ---------------------------- | -------- | ------------------ | ------------- |
| 1    | フレフ・ファンアヴェルマート | ベルギー | サイレンス・ロット | 4時間57分22秒 |
| 2    | ダヴィデ・レベッリン         | イタリア | ゲロルシュタイナー | 同            |
| 3    | フアン・アントニオ・フレチャ | スペイン | ラボバンク         | 同            |
| 4    | リナルド・ノチェンティーニ   | イタリア | AGR2               | 同            |
| 5    | ダミアーノ・クネゴ           | イタリア | ランプレ           | 同            |

総合成績
| 順位 | 選手名                     | 国籍           | チーム                       | 時間           |
| ---- | -------------------------- | -------------- | ---------------------------- | -------------- |
| 1    | エゴイ・マルティネス       | スペイン       | エウスカルテル・エウスカディ | 33時間23分56秒 |
| 2    | リーヴァイ・ライプハイマー | アメリカ合衆国 | アスタナ・チーム             | +11秒          |
| 3    | アルベルト・コンタドール   | スペイン       | アスタナ・チーム             | +32秒          |
| 4    | アレハンドロ・バルベルデ   | スペイン       | ケス・デパーニュ             | +1分00秒       |
| 5    | カルロス・サストレ         | スペイン       | チームCSC-サクソバンク       | +1分38秒       |
| 6    | エセキエル・モスケラ       | スペイン       | サコベオ・ガルシア           | +2分30秒       |
| 7    | イゴル・アントン           | スペイン       | エウスカルテル・エウスカディ | +2分23秒       |
| 8    | ダニエル・モレノ           | スペイン       | ケス・デパーニュ             | +2分34秒       |
| 9    | ユルヘン・ファンホーレン   | ベルギー       | チームCSC-サクソバンク       | +2分54秒       |
| 10   | ロベルト・ヘーシンク       | オランダ       | ラボバンク                   | +3分22秒       |

各部門賞首位
| ポイント賞         | アレハンドロ・バルベルデ | スペイン | ケス・デパーニュ | 74ポイント     |
| 山岳賞             | ダヴィ・モンクティエ     | フランス | コフィディス     | 78ポイント     |
| コンビネーション賞 | アルベルト・コンタドール | スペイン | アスタナ・チーム | 13ポイント     |
| チーム時間賞       | ケス・デパーニュ         | スペイン |                  | 99時間54分20秒 |

## 第10ステージ[19][20]
9月9日（火）: サビニャニゴ － サラゴサ 151.3km   
区間成績
| 順位 | 選手名                       | 国籍     | チーム                                   | 時間          |
| ---- | ---------------------------- | -------- | ---------------------------------------- | ------------- |
| 1    | セバスティアン・イノー       | フランス | クレディ・アグリコール                   | 3時間22分21秒 |
| 2    | ロイ・モンドリ               | フランス | アージェードゥーゼール・ラモンディアーレ | 同            |
| 3    | フレフ・ファンアヴェルマート | ベルギー | サイレンス・ロット                       | 同            |
| 4    | オスカル・フレイレ           | スペイン | ラボバンク                               | 同            |
| 5    | コルド・フェルナンデス       | スペイン | エウスカルテル・エウスカディ             | 同            |

総合成績
| 順位 | 選手名                     | 国籍           | チーム                       | 時間           |
| ---- | -------------------------- | -------------- | ---------------------------- | -------------- |
| 1    | エゴイ・マルティネス       | スペイン       | エウスカルテル・エウスカディ | 36時間46分17秒 |
| 2    | リーヴァイ・ライプハイマー | アメリカ合衆国 | アスタナ・チーム             | +11秒          |
| 3    | アルベルト・コンタドール   | スペイン       | アスタナ・チーム             | +32秒          |
| 4    | アレハンドロ・バルベルデ   | スペイン       | ケス・デパーニュ             | +1分00秒       |
| 5    | カルロス・サストレ         | スペイン       | チームCSC-サクソバンク       | +1分38秒       |
| 6    | エセキエル・モスケラ       | スペイン       | サコベオ・ガルシア           | +2分30秒       |
| 7    | イゴル・アントン           | スペイン       | エウスカルテル・エウスカディ | +2分23秒       |
| 8    | ダニエル・モレノ           | スペイン       | ケス・デパーニュ             | +2分32秒       |
| 9    | ユルヘン・ファンホーレン   | ベルギー       | チームCSC-サクソバンク       | +2分54秒       |
| 10   | ロベルト・ヘーシンク       | オランダ       | ラボバンク                   | +3分22秒       |

各部門賞首位
| ポイント賞         | フレフ・ファンアヴェルマート | ベルギー | サイレンス・ロット | 91ポイント      |
| 山岳賞             | ダヴィ・モンクティエ         | フランス | コフィディス       | 83ポイント      |
| コンビネーション賞 | アルベルト・コンタドール     | スペイン | アスタナ・チーム   | 14ポイント      |
| チーム時間賞       | ケス・デパーニュ             | スペイン |                    | 110時間01分23秒 |

## 第11ステージ[21][22]
9月10日（水）: カラホラ － ブルゴス 178.0km   
区間成績
| 順位 | 選手名               | 国籍         | チーム                                   | 時間          |
| ---- | -------------------- | ------------ | ---------------------------------------- | ------------- |
| 1    | オスカル・フレイレ   | スペイン     | ラボバンク                               | 4時間19分28秒 |
| 2    | トム・ボーネン       | ベルギー     | クイックステップ                         | 同            |
| 3    | フアン・ホセ・アエド | アルゼンチン | チームCSC-サクソバンク                   | 同            |
| 4    | エリック・ツァベル   | ドイツ       | チーム・ミルラム                         | 同            |
| 5    | ロイ・モンドリ       | フランス     | アージェードゥーゼール・ラモンディアーレ | 同            |

総合成績
| 順位 | 選手名                     | 国籍           | チーム                       | 時間           |
| ---- | -------------------------- | -------------- | ---------------------------- | -------------- |
| 1    | エゴイ・マルティネス       | スペイン       | エウスカルテル・エウスカディ | 41時間05分45秒 |
| 2    | リーヴァイ・ライプハイマー | アメリカ合衆国 | アスタナ・チーム             | +11秒          |
| 3    | アルベルト・コンタドール   | スペイン       | アスタナ・チーム             | +32秒          |
| 4    | アレハンドロ・バルベルデ   | スペイン       | ケス・デパーニュ             | +1分00秒       |
| 5    | カルロス・サストレ         | スペイン       | チームCSC-サクソバンク       | +1分38秒       |
| 6    | エセキエル・モスケラ       | スペイン       | サコベオ・ガルシア           | +2分30秒       |
| 7    | イゴル・アントン           | スペイン       | エウスカルテル・エウスカディ | +2分23秒       |
| 8    | ダニエル・モレノ           | スペイン       | ケス・デパーニュ             | +2分32秒       |
| 9    | ユルヘン・ファンホーレン   | ベルギー       | チームCSC-サクソバンク       | +2分54秒       |
| 10   | ロベルト・ヘーシンク       | オランダ       | ラボバンク                   | +3分22秒       |

各部門賞首位
| ポイント賞         | フレフ・ファンアヴェルマート | ベルギー | サイレンス・ロット | 99ポイント      |
| 山岳賞             | ダヴィ・モンクティエ         | フランス | コフィディス       | 84ポイント      |
| コンビネーション賞 | アルベルト・コンタドール     | スペイン | アスタナ・チーム   | 17ポイント      |
| チーム時間賞       | ケス・デパーニュ             | スペイン |                    | 122時間59分47秒 |

## 第12ステージ[23][24]
9月11日（木）: ブルゴス － スアンセス 186.4km   
区間成績
| 順位 | 選手名                   | 国籍     | チーム             | 時間          |
| ---- | ------------------------ | -------- | ------------------ | ------------- |
| 1    | パオロ・ベッティーニ     | イタリア | クイックステップ   | 4時間42分44秒 |
| 2    | ダヴィデ・レベッリン     | イタリア | ゲロルシュタイナー | +01秒         |
| 3    | ダミアーノ・クネゴ       | イタリア | ランプレ           | 同            |
| 4    | アレッサンドロ・バッラン | イタリア | ランプレ           | 同            |
| 5    | アルベルト・コンタドール | スペイン | アスタナ・チーム   | 同            |

総合成績
| 順位 | 選手名                     | 国籍           | チーム                       | 時間           |
| ---- | -------------------------- | -------------- | ---------------------------- | -------------- |
| 1    | エゴイ・マルティネス       | スペイン       | エウスカルテル・エウスカディ | 45時間48分33秒 |
| 2    | リーヴァイ・ライプハイマー | アメリカ合衆国 | アスタナ・チーム             | +11秒          |
| 3    | アルベルト・コンタドール   | スペイン       | アスタナ・チーム             | +29秒          |
| 4    | カルロス・サストレ         | スペイン       | チームCSC-サクソバンク       | +1分38秒       |
| 5    | エセキエル・モスケラ       | スペイン       | サコベオ・ガルシア           | +2分10秒       |
| 6    | イゴル・アントン           | スペイン       | エウスカルテル・エウスカディ | +2分23秒       |
| 7    | ロベルト・ヘーシンク       | オランダ       | ラボバンク                   | +3分22秒       |
| 8    | ダヴィデ・レベッリン       | イタリア       | ゲロルシュタイナー           | +3分40秒       |
| 9    | マルツィオ・ブルセギン     | イタリア       | ランプレ                     | +4分09秒       |
| 10   | ホアキン・ロドリゲス       | スペイン       | ケス・デパーニュ             | +4分10秒       |

各部門賞首位
| ポイント賞         | フレフ・ファンアヴェルマート | ベルギー       | サイレンス・ロット | 99ポイント      |
| 山岳賞             | ダヴィ・モンクティエ         | フランス       | コフィディス       | 87ポイント      |
| コンビネーション賞 | アルベルト・コンタドール     | スペイン       | アスタナ・チーム   | 17ポイント      |
| チーム時間賞       | アスタナ・チーム             | ルクセンブルク |                    | 137時間14分39秒 |

## 第13ステージ[25][26]
196.5km地点からゴール地点まで延々と続く上りがまさに当ステージのクライマックスとなった。アルベルト・コンタドール、リーヴァイ・ライプハイマーを中心とするアスタナ・チーム勢と、アレハンドロ・バルベルデを中心とするケス・デパーニュ勢のアタック合戦が続き、これに一旦は後退を余儀なくされたカルロス・サストレが追う展開という、激戦となった。互いに探り合いの様相の中から、203km地点において、チームメイトのホアキン・ロドリゲスの力を借りて、バルベルデがアタックをかけるが、コンタドール、ライプハイマーらのアスタナ勢も譲らない。一方、サストレが猛アタックをかけ先頭集団に迫ろうと試みていたこともあり、ライプハイマーが抑えに出るため後退。先頭争いはコンタドール、バルベルデ、ロドリゲスの争いに。最後はコンタドールがバルベルデに42秒の差をつけて区間優勝。同時にゴールデンジャージも手中にした。一方サストレはゴール寸前でライプハイマーに振り切られ、コンタドールに1分32秒の差をつけられてしまった。
9月13日（土）: サン・ビセンテ・デ・ラ・バルケラ － アルト・デ・ラングリル 209.5km   
区間成績
| 順位 | 選手名                     | 国籍           | チーム                 | 時間          |
| ---- | -------------------------- | -------------- | ---------------------- | ------------- |
| 1    | アルベルト・コンタドール   | スペイン       | アスタナ・チーム       | 5時間52分35秒 |
| 2    | アレハンドロ・バルベルデ   | スペイン       | ケス・デパーニュ       | +42秒         |
| 3    | ホアキン・ロドリゲス       | イタリア       | ケス・デパーニュ       | +58秒         |
| 4    | リーヴァイ・ライプハイマー | アメリカ合衆国 | アスタナ・チーム       | +1分05秒      |
| 5    | カルロス・サストレ         | スペイン       | チームCSC-サクソバンク | +1分32秒      |

総合成績
| 順位 | 選手名                     | 国籍           | チーム                       | 時間           |
| ---- | -------------------------- | -------------- | ---------------------------- | -------------- |
| 1    | アルベルト・コンタドール   | スペイン       | アスタナ・チーム             | 51時間41分17秒 |
| 2    | リーヴァイ・ライプハイマー | アメリカ合衆国 | アスタナ・チーム             | +1分07秒       |
| 3    | カルロス・サストレ         | スペイン       | チームCSC-サクソバンク       | +3分01秒       |
| 4    | エセキエル・モスケラ       | スペイン       | サコベオ・ガルシア           | +4分19秒       |
| 5    | アレハンドロ・バルベルデ   | スペイン       | ケス・デパーニュ             | +4分40秒       |
| 6    | ホアキン・ロドリゲス       | スペイン       | ケス・デパーニュ             | +4分51秒       |
| 7    | ロベルト・ヘーシンク       | オランダ       | ラボバンク                   | +5分09秒       |
| 8    | エゴイ・マルティネス       | スペイン       | エウスカルテル・エウスカディ | +6分56秒       |
| 9    | ダヴィデ・レベッリン       | イタリア       | ゲロルシュタイナー           | +7分39秒       |
| 10   | オリヴェール・ゾーグ       | スイス         | ゲロルシュタイナー           | +8分41秒       |

各部門賞首位
| ポイント賞         | フレフ・ファンアヴェルマート | ベルギー | サイレンス・ロット | 99ポイント      |
| 山岳賞             | ダヴィ・モンクティエ         | フランス | コフィディス       | 113ポイント     |
| コンビネーション賞 | アルベルト・コンタドール     | スペイン | アスタナ・チーム   | 7ポイント       |
| チーム時間賞       | ケス・デパーニュ             | スペイン |                    | 154時間57分15秒 |

## 第14ステージ[27][28]
サコベオ・ガルシアのエセキエル・モスケラの力強い登坂力に対し、アレハンドロ・バルベルデ、カルロス・サストレといった上位陣がついていけなくなり後退。終盤になってアルベルト・コンタドール、リーヴァイ・ライプハイマーのアスタナ・チーム勢がモスケラと3人でトップ争いを演じたが、コンタドールが抜け出して区間連勝。
9月14日（日）: オビエド － フエンテス・デ・インビエルノ 158.4km    
区間成績
| 順位 | 選手名                     | 国籍           | チーム             | 時間          |
| ---- | -------------------------- | -------------- | ------------------ | ------------- |
| 1    | アルベルト・コンタドール   | スペイン       | アスタナ・チーム   | 4時間16分01秒 |
| 2    | リーヴァイ・ライプハイマー | アメリカ合衆国 | アスタナ・チーム   | +02秒         |
| 3    | エセキエル・モスケラ       | スペイン       | サコベオ・ガルシア | +04秒         |
| 4    | ロベルト・ヘーシンク       | オランダ       | ラボバンク         | +20秒         |
| 5    | ダヴィ・モンクティエ       | フランス       | コフィディス       | 同            |

総合成績
| 順位 | 選手名                     | 国籍           | チーム                       | 時間           |
| ---- | -------------------------- | -------------- | ---------------------------- | -------------- |
| 1    | アルベルト・コンタドール   | スペイン       | アスタナ・チーム             | 55時間56分58秒 |
| 2    | リーヴァイ・ライプハイマー | アメリカ合衆国 | アスタナ・チーム             | +1分17秒       |
| 3    | カルロス・サストレ         | スペイン       | チームCSC-サクソバンク       | +3分41秒       |
| 4    | エセキエル・モスケラ       | スペイン       | サコベオ・ガルシア           | +4分35秒       |
| 5    | ロベルト・ヘーシンク       | オランダ       | ラボバンク                   | +5分49秒       |
| 6    | アレハンドロ・バルベルデ   | スペイン       | ケス・デパーニュ             | +6分00秒       |
| 7    | ホアキン・ロドリゲス       | スペイン       | ケス・デパーニュ             | +6分11秒       |
| 8    | エゴイ・マルティネス       | スペイン       | エウスカルテル・エウスカディ | +8分56秒       |
| 9    | ダヴィ・モンクティエ       | フランス       | ゲロルシュタイナー           | +9分32秒       |
| 10   | オリヴェール・ゾーグ       | スイス         | ゲロルシュタイナー           | +10分01秒      |

各部門賞首位
| ポイント賞         | アルベルト・コンタドール | スペイン | アスタナ・チーム | 110ポイント     |
| 山岳賞             | ダヴィ・モンクティエ     | フランス | コフィディス     | 127ポイント     |
| コンビネーション賞 | アルベルト・コンタドール | スペイン | アスタナ・チーム | 4ポイント       |
| チーム時間賞       | ケス・デパーニュ         | スペイン |                  | 167時間48分51秒 |

## 第15ステージ[29][30]
9月15日（月）: クディジェロ － ポンフェラダ 202.0km    
区間成績
| 順位 | 選手名                   | 国籍     | チーム             | 時間          |
| ---- | ------------------------ | -------- | ------------------ | ------------- |
| 1    | ダビ・ガルシア・ダペナ   | スペイン | サコベオ・ガルシア | 5時間02分27秒 |
| 2    | ニック・ニュイエンス     | ベルギー | コフィディス       | +17秒         |
| 3    | フアン・マヌエル・ガラテ | スペイン | クイックステップ   | 同            |
| 4    | パオロ・ティラロンゴ     | イタリア | ランプレ           | +33秒         |
| 5    | ミケル・アスタルロサ     | スペイン | コフィディス       | +36秒         |

総合成績
| 順位 | 選手名                     | 国籍           | チーム                       | 時間           |
| ---- | -------------------------- | -------------- | ---------------------------- | -------------- |
| 1    | アルベルト・コンタドール   | スペイン       | アスタナ・チーム             | 61時間13分48秒 |
| 2    | リーヴァイ・ライプハイマー | アメリカ合衆国 | アスタナ・チーム             | +1分17秒       |
| 3    | カルロス・サストレ         | スペイン       | チームCSC-サクソバンク       | +3分41秒       |
| 4    | エセキエル・モスケラ       | スペイン       | サコベオ・ガルシア           | +4分35秒       |
| 5    | ロベルト・ヘーシンク       | オランダ       | ラボバンク                   | +5分49秒       |
| 6    | アレハンドロ・バルベルデ   | スペイン       | ケス・デパーニュ             | +6分00秒       |
| 7    | ホアキン・ロドリゲス       | スペイン       | ケス・デパーニュ             | +6分11秒       |
| 8    | エゴイ・マルティネス       | スペイン       | エウスカルテル・エウスカディ | +8分56秒       |
| 9    | ダヴィ・モンクティエ       | フランス       | コフィディス                 | +9分32秒       |
| 10   | オリヴェール・ゾーグ       | スイス         | ゲロルシュタイナー           | +10分01秒      |

各部門賞首位
| ポイント賞         | アルベルト・コンタドール | スペイン | アスタナ・チーム | 110ポイント     |
| 山岳賞             | ダヴィ・モンクティエ     | フランス | コフィディス     | 127ポイント     |
| コンビネーション賞 | アルベルト・コンタドール | スペイン | アスタナ・チーム | 4ポイント       |
| チーム時間賞       | ケス・デパーニュ         | スペイン |                  | 183時間12分52秒 |

## 第16ステージ[31][32]
当ステージを制したトム・ボーネンだが、この勝利を手土産に、今大会を後にした。9月28日開催の世界選手権・個人ロードレースに備えるためによるもの。
9月16日（火）: ポンフェラダ － サモラ 186.4km     
区間成績
| 順位 | 選手名                   | 国籍       | チーム                   | 時間          |
| ---- | ------------------------ | ---------- | ------------------------ | ------------- |
| 1    | トム・ボーネン           | ベルギー   | クイックステップ         | 5時間21分16秒 |
| 2    | フィリッポ・ポッツァート | イタリア   | リクイガス               | 同            |
| 3    | ハインリッヒ・ハウスラー | ドイツ     | ゲロルシュタイナー       | 同            |
| 4    | ミカエル・ドラージュ     | イタリア   | フランセーズ・デ・ジュー | 同            |
| 5    | トマス・ヴァイクス       | リトアニア | アスタナ・チーム         | 同            |

総合成績
| 順位 | 選手名                     | 国籍           | チーム                       | 時間           |
| ---- | -------------------------- | -------------- | ---------------------------- | -------------- |
| 1    | アルベルト・コンタドール   | スペイン       | アスタナ・チーム             | 66時間35分04秒 |
| 2    | リーヴァイ・ライプハイマー | アメリカ合衆国 | アスタナ・チーム             | +1分17秒       |
| 3    | カルロス・サストレ         | スペイン       | チームCSC-サクソバンク       | +3分41秒       |
| 4    | エセキエル・モスケラ       | スペイン       | サコベオ・ガルシア           | +4分35秒       |
| 5    | ロベルト・ヘーシンク       | オランダ       | ラボバンク                   | +5分49秒       |
| 6    | アレハンドロ・バルベルデ   | スペイン       | ケス・デパーニュ             | +6分00秒       |
| 7    | ホアキン・ロドリゲス       | スペイン       | ケス・デパーニュ             | +6分11秒       |
| 8    | エゴイ・マルティネス       | スペイン       | エウスカルテル・エウスカディ | +8分56秒       |
| 9    | ダヴィ・モンクティエ       | フランス       | コフィディス                 | +9分32秒       |
| 10   | オリヴェール・ゾーグ       | スイス         | ゲロルシュタイナー           | +10分01秒      |

各部門賞首位
| ポイント賞         | アルベルト・コンタドール | スペイン | アスタナ・チーム | 110ポイント     |
| 山岳賞             | ダヴィ・モンクティエ     | フランス | コフィディス     | 143ポイント     |
| コンビネーション賞 | アルベルト・コンタドール | スペイン | アスタナ・チーム | 6ポイント       |
| チーム時間賞       | ケス・デパーニュ         | スペイン |                  | 199時間16分40秒 |

## 第17ステージ[33][34]
9月17日（水）:  サモラ － バリャドリッド 148.2km     
区間成績
| 順位 | 選手名                   | 国籍       | チーム                                     | 時間          |
| ---- | ------------------------ | ---------- | ------------------------------------------ | ------------- |
| 1    | ワウテル・ウェイラント   | ベルギー   | クイックステップ                           | 3時間18分48秒 |
| 2    | マティ・ブレシエル       | デンマーク | チームCSC-サクソバンク                     | 同            |
| 3    | アレクサンドル・ウソフ   | ベラルーシ | アージェードゥーゼール・ラ・モンディアーレ | 同            |
| 4    | コルド・フェルナンデス   | スペイン   | エウスカルテル・エウスカディ               | 同            |
| 5    | ハインリッヒ・ハウスラー | ドイツ     | ゲロルシュタイナー                         | 同            |

総合成績
| 順位 | 選手名                     | 国籍           | チーム                       | 時間           |
| ---- | -------------------------- | -------------- | ---------------------------- | -------------- |
| 1    | アルベルト・コンタドール   | スペイン       | アスタナ・チーム             | 69時間53分52秒 |
| 2    | リーヴァイ・ライプハイマー | アメリカ合衆国 | アスタナ・チーム             | +1分17秒       |
| 3    | カルロス・サストレ         | スペイン       | チームCSC-サクソバンク       | +3分41秒       |
| 4    | エセキエル・モスケラ       | スペイン       | サコベオ・ガルシア           | +4分35秒       |
| 5    | ロベルト・ヘーシンク       | オランダ       | ラボバンク                   | +5分49秒       |
| 6    | アレハンドロ・バルベルデ   | スペイン       | ケス・デパーニュ             | +6分00秒       |
| 7    | ホアキン・ロドリゲス       | スペイン       | ケス・デパーニュ             | +6分11秒       |
| 8    | エゴイ・マルティネス       | スペイン       | エウスカルテル・エウスカディ | +8分56秒       |
| 9    | ダヴィ・モンクティエ       | フランス       | コフィディス                 | +9分32秒       |
| 10   | オリヴェール・ゾーグ       | スイス         | ゲロルシュタイナー           | +10分01秒      |

各部門賞首位
| ポイント賞         | フレフ・ファンアヴェルマート | ベルギー | サイレンス・ロット | 112ポイント     |
| 山岳賞             | ダヴィ・モンクティエ         | フランス | コフィディス       | 143ポイント     |
| コンビネーション賞 | アルベルト・コンタドール     | スペイン | アスタナ・チーム   | 7ポイント       |
| チーム時間賞       | ケス・デパーニュ             | スペイン |                    | 209時間13分04秒 |

## 第18ステージ[35][36]
9月18日（木）:  バリャドリッド － ラス・ロサス 167.4km      
区間成績
| 順位 | 選手名               | 国籍         | チーム                         | 時間          |
| ---- | -------------------- | ------------ | ------------------------------ | ------------- |
| 1    | イマノル・エルビティ | スペイン     | ケス・デパーニュ               | 3時間53分17秒 |
| 2    | ニコラス・ロッシュ   | アイルランド | クレディ・アグリコル           | 同            |
| 3    | ダビ・エレロ         | スペイン     | サコベオ・ガルシア             | +01秒         |
| 4    | ヴァシリ・キリエンカ | ベラルーシ   | ティンコフ・クレジットシステム | +05秒         |
| 5    | カルステン・クローン | オランダ     | チームCSC-サクソバンク         | +10秒         |

総合成績
| 順位 | 選手名                     | 国籍           | チーム                       | 時間           |
| ---- | -------------------------- | -------------- | ---------------------------- | -------------- |
| 1    | アルベルト・コンタドール   | スペイン       | アスタナ・チーム             | 73時間54分38秒 |
| 2    | リーヴァイ・ライプハイマー | アメリカ合衆国 | アスタナ・チーム             | +1分17秒       |
| 3    | カルロス・サストレ         | スペイン       | チームCSC-サクソバンク       | +3分41秒       |
| 4    | エセキエル・モスケラ       | スペイン       | サコベオ・ガルシア           | +4分35秒       |
| 5    | ロベルト・ヘーシンク       | オランダ       | ラボバンク                   | +5分49秒       |
| 6    | アレハンドロ・バルベルデ   | スペイン       | ケス・デパーニュ             | +6分00秒       |
| 7    | ホアキン・ロドリゲス       | スペイン       | ケス・デパーニュ             | +6分11秒       |
| 8    | エゴイ・マルティネス       | スペイン       | エウスカルテル・エウスカディ | +8分56秒       |
| 9    | ダヴィ・モンクティエ       | フランス       | コフィディス                 | +9分32秒       |
| 10   | オリヴェール・ゾーグ       | スイス         | ゲロルシュタイナー           | +10分01秒      |

各部門賞首位
| ポイント賞         | フレフ・ファンアヴェルマート | ベルギー | サイレンス・ロット | 130ポイント     |
| 山岳賞             | ダヴィ・モンクティエ         | フランス | コフィディス       | 143ポイント     |
| コンビネーション賞 | アルベルト・コンタドール     | スペイン | アスタナ・チーム   | 7ポイント       |
| チーム時間賞       | ケス・デパーニュ             | スペイン |                    | 221時間00分51秒 |

## 第19ステージ[37][38]
9月19日（金）:  ラス・ロサス － セゴビア 145.5km       
区間成績
| 順位 | 選手名                       | 国籍       | チーム                         | 時間          |
| ---- | ---------------------------- | ---------- | ------------------------------ | ------------- |
| 1    | ダビ・アロヨ                 | スペイン   | ケス・デパーニュ               | 3時間27分03秒 |
| 2    | ヴァシリ・キリエンカ         | ベラルーシ | ティンコフ・クレジットシステム | +05秒         |
| 3    | ニック・ニュイエンス         | ベルギー   | コフィディス                   | +11秒         |
| 4    | アレハンドロ・バルベルデ     | スペイン   | ケス・デパーニュ               | 同            |
| 5    | フレフ・ファンアヴェルマート | ベルギー   | サイレンス・ロット             | 同            |

総合成績
| 順位 | 選手名                     | 国籍           | チーム                       | 時間           |
| ---- | -------------------------- | -------------- | ---------------------------- | -------------- |
| 1    | アルベルト・コンタドール   | スペイン       | アスタナ・チーム             | 77時間21分52秒 |
| 2    | リーヴァイ・ライプハイマー | アメリカ合衆国 | アスタナ・チーム             | +1分17秒       |
| 3    | カルロス・サストレ         | スペイン       | チームCSC-サクソバンク       | +3分41秒       |
| 4    | エセキエル・モスケラ       | スペイン       | サコベオ・ガルシア           | +4分35秒       |
| 5    | ロベルト・ヘーシンク       | オランダ       | ラボバンク                   | +5分49秒       |
| 6    | アレハンドロ・バルベルデ   | スペイン       | ケス・デパーニュ             | +6分00秒       |
| 7    | ホアキン・ロドリゲス       | スペイン       | ケス・デパーニュ             | +6分05秒       |
| 8    | エゴイ・マルティネス       | スペイン       | エウスカルテル・エウスカディ | +8分56秒       |
| 9    | ダヴィ・モンクティエ       | フランス       | コフィディス                 | +9分32秒       |
| 10   | オリヴェール・ゾーグ       | スイス         | ゲロルシュタイナー           | +10分01秒      |

各部門賞首位
| ポイント賞         | フレフ・ファンアヴェルマート | ベルギー | サイレンス・ロット | 142ポイント     |
| 山岳賞             | ダヴィ・モンクティエ         | フランス | コフィディス       | 143ポイント     |
| コンビネーション賞 | アルベルト・コンタドール     | スペイン | アスタナ・チーム   | 7ポイント       |
| チーム時間賞       | ケス・デパーニュ             | スペイン |                    | 231時間22分22秒 |

## 第20ステージ[39][40]
9月20日（土）:  ラ・グランハ － アルト・デ・ナバセラダ（個人TT） 17.1km       
区間成績
| 順位 | 選手名                     | 国籍           | チーム                 | 時間     |
| ---- | -------------------------- | -------------- | ---------------------- | -------- |
| 1    | リーヴァイ・ライプハイマー | アメリカ合衆国 | アスタナ・チーム       | 33分06秒 |
| 2    | アルベルト・コンタドール   | スペイン       | アスタナ・チーム       | +31秒    |
| 3    | アレハンドロ・バルベルデ   | スペイン       | ケス・デパーニュ       | 同       |
| 4    | カルロス・サストレ         | スペイン       | チームCSC-サクソバンク | +1分02秒 |
| 5    | ダヴィ・モンクティエ       | フランス       | コフィディス           | +1分09秒 |

総合成績
| 順位 | 選手名                     | 国籍           | チーム                       | 時間           |
| ---- | -------------------------- | -------------- | ---------------------------- | -------------- |
| 1    | アルベルト・コンタドール   | スペイン       | アスタナ・チーム             | 77時間55分29秒 |
| 2    | リーヴァイ・ライプハイマー | アメリカ合衆国 | アスタナ・チーム             | +46秒          |
| 3    | カルロス・サストレ         | スペイン       | チームCSC-サクソバンク       | +4分12秒       |
| 4    | エセキエル・モスケラ       | スペイン       | サコベオ・ガルシア           | +5分19秒       |
| 5    | アレハンドロ・バルベルデ   | スペイン       | ケス・デパーニュ             | +6分00秒       |
| 6    | ホアキン・ロドリゲス       | スペイン       | ケス・デパーニュ             | +6分50秒       |
| 7    | ロベルト・ヘーシンク       | オランダ       | ラボバンク                   | +6分55秒       |
| 8    | ダヴィ・モンクティエ       | フランス       | コフィディス                 | +10分10秒      |
| 9    | エゴイ・マルティネス       | スペイン       | エウスカルテル・エウスカディ | +10分57秒      |
| 10   | マルツィオ・ブルセギン     | イタリア       | ランプレ                     | +11分56秒      |

各部門賞首位
| ポイント賞         | フレフ・ファンアヴェルマート | ベルギー | サイレンス・ロット | 142ポイント     |
| 山岳賞             | ダヴィ・モンクティエ         | フランス | コフィディス       | 149ポイント     |
| コンビネーション賞 | アルベルト・コンタドール     | スペイン | アスタナ・チーム   | 6ポイント       |
| チーム時間賞       | ケス・デパーニュ             | スペイン |                    | 233時間06分41秒 |

## 第21ステージ[41][42]
9月21日（日）:  サン・セバスティアン・デ・ロス・レイエス – マドリード 102.2km        
区間成績
| 順位 | 選手名                       | 国籍       | チーム                                     | 時間          |
| ---- | ---------------------------- | ---------- | ------------------------------------------ | ------------- |
| 1    | マティ・ブレシェル           | デンマーク | チームCSC-サクソバンク                     | 2時間44分39秒 |
| 2    | アレクサンドル・ウソフ       | ベラルーシ | アージェードゥーゼール・ラ・モンディアーレ | 同            |
| 3    | ダヴィデ・ヴィガノ           | イタリア   | クイックステップ                           | 同            |
| 4    | コルド・フェルナンデス       | スペイン   | エウスカルテル・エウスカディ               | 同            |
| 5    | フレフ・ファンアヴェルマート | ベルギー   | サイレンス・ロット                         | 同            |

総合成績
| 順位 | 選手名                     | 国籍           | チーム                       | 時間           |
| ---- | -------------------------- | -------------- | ---------------------------- | -------------- |
| 1    | アルベルト・コンタドール   | スペイン       | アスタナ・チーム             | 80時間40分08秒 |
| 2    | リーヴァイ・ライプハイマー | アメリカ合衆国 | アスタナ・チーム             | +46秒          |
| 3    | カルロス・サストレ         | スペイン       | チームCSC-サクソバンク       | +4分12秒       |
| 4    | エセキエル・モスケラ       | スペイン       | サコベオ・ガルシア           | +5分19秒       |
| 5    | アレハンドロ・バルベルデ   | スペイン       | ケス・デパーニュ             | +6分00秒       |
| 6    | ホアキン・ロドリゲス       | スペイン       | ケス・デパーニュ             | +6分50秒       |
| 7    | ロベルト・ヘーシンク       | オランダ       | ラボバンク                   | +6分55秒       |
| 8    | ダヴィ・モンクティエ       | フランス       | コフィディス                 | +10分10秒      |
| 9    | エゴイ・マルティネス       | スペイン       | エウスカルテル・エウスカディ | +10分57秒      |
| 10   | マルツィオ・ブルセギン     | イタリア       | ランプレ                     | +11分56秒      |

各部門賞首位
| ポイント賞         | フレフ・ファンアヴェルマート | ベルギー | サイレンス・ロット | 158ポイント     |
| 山岳賞             | ダヴィ・モンクティエ         | フランス | コフィディス       | 149ポイント     |
| コンビネーション賞 | アルベルト・コンタドール     | スペイン | アスタナ・チーム   | 6ポイント       |
| チーム時間賞       | ケス・デパーニュ             | スペイン |                    | 241時間20分38秒 |